# (31918) Onkargujral
2000 GW67 (asteroide 31918) é um asteroide da cintura principal. Possui uma excentricidade de 0.11765790 e uma inclinação de 2.83077º.
Este asteroide foi descoberto no dia 5 de abril de 2000 por LINEAR em Socorro.